# Guarda Nacional (Portugal)

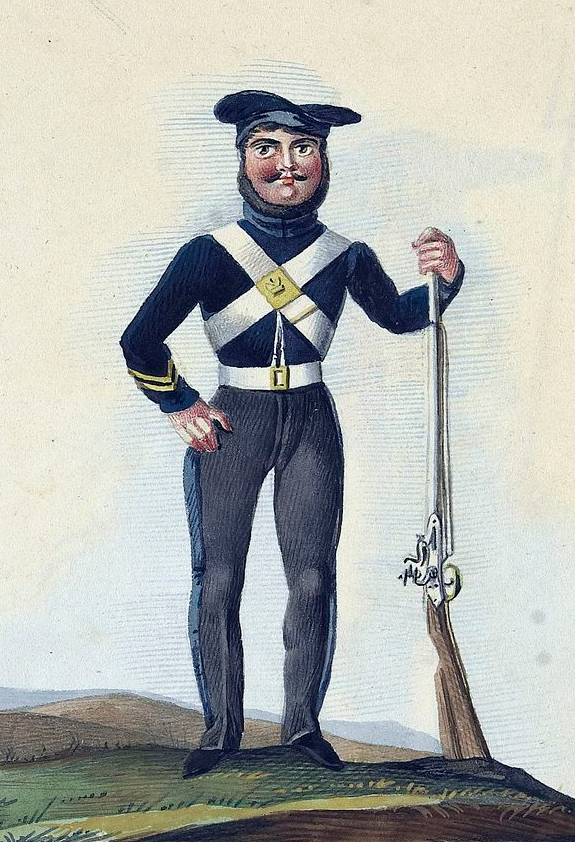
Caricatura de um Guarda Nacional, c. 1836

A Guarda Nacional (GN) foi um corpo de milícias criado em Portugal em 1823, com o objetivo principal de manutenção da ordem pública e da defesa do então recém-implantado regime liberal. A GN assumiu a função de tropa de 2.ª linha até então desempenhada pelos regimentos de milícias do Reino. A sua organização foi suspensa alguns meses após a sua criação. Foi recriada em 1834, sendo finalmente definitivamente extinta em 1847.

## Primeira Criação (1823)
A Guarda Nacional foi criada, pela primeira vez, por decreto do Soberano Congresso Nacional de 18 de março de 1823. 
Seria constituída por batalhões de infantaria e por esquadrões de cavalaria, cada qual composto por companhias e esquadras. Não existiria um comando unificado, sendo os batalhões e esquadrões independentes entre si e sujeitos direta e exclusivamente às autoridades civis locais. 
Os postos da GN eram eletivos, sendo os seus elementos fardados e armados à sua custa. Todos os seus membros juravam defender a Constituição Política da Nação Portuguesa e os batalhões deveriam ter uma bandeira com as cores nacionais e a legenda: "Constituição ou Morte".
Na sequência do golpe militar da Vila Francada em 27 de maio de 1823, a GN é extinta em 13 de junho de 1823. O regime de D. Miguel I vai criar uma versão realista da GN a que chama Corpo de Voluntários Realistas.

## Segunda Criação (1834-1847)
Depois da vitória liberal na Guerra Civil, o novo regime decide restaurar a Guarda Nacional em moldes semelhantes aos de 1823. Assim, por decreto de 29 de março de 1834 a GN é novamente organizada.
A nova organização da GN prevê que sejam constituídas unidades de infantaria, cavalaria e artilharia. A infantaria seria constituída por batalhões, divisões de batalhão, companhias, secções e esquadras. A cavalaria por esquadrões, companhias e secções. A artilharia, cujas unidades só seriam organizadas mais tarde, incluiria batalhões, companhias e divisões de companhia. Novamente, não existiria um comando unificado, ficando os batalhões e esquadrões dependentes das autoridades civis. 
Os oficiais e graduados continuavam a ser eletivos, com excepção dos comandantes de unidades independentes, que seriam escolhidos pelo Governo.
Cada batalhão teria uma bandeira das cores azul e branca com a legenda "Rainha e a Carta" e cada esquadrão teria um estandarte com as mesmas cores e legenda.
Mais tarde, devido ao elevado número de unidades existente em Lisboa (mais de 20 batalhões) foi criado um Comando-Geral da Guarda Nacional de Lisboa, diretamente dependente da Secretaria de Estado dos Negócios do Reino.
O novo regime liberal atribuiu uma importância tão elevada à GN, que a incumbiu — em detrimento do Exército — da guarda de edifícios públicos importantes como o Palácio Real, o Palácio das Cortes e o Banco de Lisboa (banco central).
Na sequência da Revolução de Setembro e da restauração da Constituição de 1822, pela portaria de 14 de setembro de 1836, a legenda das bandeiras da GN foi alterada para "Rainha, e Constituição de 23 de Setembro de 1822".
Ao contrário do seu objetivo principal, que era o de manutenção da ordem, a Guarda Nacional acabou por se tornar um foco de instabilidade durante a sua existência. Os seus batalhões, com os seus quadros eletivos, tornaram-se espécies de clubes políticos, frequentemente envolvidos em conspirações e golpes. Por esta razão, esta força foi tendo cada vez menos confiança por parte das autoridades, acabando por ser extinta em 1847.